# NGC 2487
NGC 2487 is een balkspiraalstelsel in het sterrenbeeld Tweelingen. Het hemelobject werd op 7 november 1864 ontdekt door de Duitse astronoom Albert Marth.

## Synoniemen
- UGC 4126
- MCG 4-19-12
- ZWG 118.30
- KCPG 150B
- IRAS 07553+2517
- PGC 22343